# Giermogien Rodionow
Giermogien Iwanowicz Rodionow, ros. Гермоген Иванович Родионов (ur. 4 czerwca 1912 r., zm. w 1961 r. w ZSRR) – rosyjski emigrant, współpracownik organizacji "Vineta", a następnie wykładowca w szkole oficerskiej Kozackiego Stanu podczas II wojny światowej
Jego rodzina w połowie października 1920 r. wraz z wojskami Białych została ewakuowana z Krymu do Gallipoli. Na emigracji zamieszkała w Królestwie SHS. Giermogien Rodionow ukończył korpus kadetów w Sarajewie, a następnie studia filozoficzne na Uniwersytecie Belgradzkim. Przeniósł się do Niemiec. Po ataku wojsk niemieckich na ZSRR 22 czerwca 1941 r., został pracownikiem niemieckiej organizacji propagandowej "Vineta" jako tłumacz w oddziale obsługi jeńców wojennych. W 1944 r. wyjechał do okupowanych północnych Włoszech, gdzie objął funkcję adiutanta atamana gen. Piotra Krasnowa. Jednocześnie uczył języka rosyjskiego i historii Kozaczyzny w szkole oficerskiej Kozackiego Stanu. Po zakończeniu wojny poddał się Brytyjczykom, którzy - podobnie jak resztę Kozaków - wydali go Sowietom. Po deportacji do ZSRR został osądzony na karę 10 lat łagrów. Po wyjściu na wolność w 1956 r., zamieszkał w Jakucku. Stanął na czele miejscowego oddziału redakcyjno-wydawniczego Akademii Nauk ZSRR.